# Anthracoceros marchei
Anthracoceros marchei este o pasăre rinocer mare, endemică în Filipine. Este una dintre cele 11 păsări rinocer endemice în această țară. Poate fi întâlnită numai în Palawan⁠(d) și insulele din apropiere, precum Balabac, Busuanga, Calauit, Culion și Coron. Pasărea este cunoscută local drept talusi în limba Cuyunon⁠(d). Este amenințată de pierderea habitatului, vânătoare și capturare pentru comerțul cu păsări.

## Descriere și comportament
Este descrisă ca fiind o pasăre mare, de aproximativ 70 de centimetri lungime, cântărind 750 de grame. Supraviețuiește în pădurile de câmpie și de la poalele Palawanului și insulele învecinate. Penajul său este în întregime negru, cu excepția cozii albe și a ciocului lung și gros și căștii de culoare crem. Pielea albicioasă goală în jurul ochilor și de pe gât are nuanțe albăstrui. Femela are ciocul și casca mai mici. Inconfundabilă. Singura pasăre rinocer din arealul său. Vocea este un râset răgușit care poate fi transcris drept kaaww și kreik-kreik.
Specia prezintă dimorfism sexual, în care masculii au ciocul și casca mai proeminente și sunt în general mai mari decât femelele.
Printre păsările rinocer din Filipine, este cel mai strâns înrudită cu Anthracoceros montani, dar se diferențiază de aceasta prin ciocul și fața albe, trăsături complet negre la ruda sa.
Această pasăre rinocer consumă mai ales fructe, dar ocazional și insecte și vertebrate. Datorită dimensiunilor mari și a arealului de răspândire, este un vector important de dispersie a semințelor pentru copacii cu semințe mari. Multe mamifere care mănâncă semințe trăiesc sub acești copaci. În zonele în care păsările rinocer au devenit rare, mamiferele consumă un procent atât de mare din semințele căzute încât amenință supraviețuirea copacilor.
Specia este de obicei văzută în perechi sau grupuri mici de familie zgomotoase și are obiceiul de a cuibări în comunitate. Este cel mai adesea observată în copacii fructiferi de la marginea pădurii, deși se hrănește și cu insecte și reptile mici.

## Habitat și stare de conservare
Locuiește în pădurile de dipterocarpacee primare și secundare, mlaștini de mangrove și la marginea pădurilor până la 900 de metri deasupra nivelului mării. De asemenea, a fost înregistrată ocazional vizitând terenuri agricole. Are nevoie de copaci mari pentru a-și construi cuiburile. În timp ce poate tolera pădurea secundară, densitatea și sănătatea populației ating cote maxime în pădurea primară (veche).
Specia este clasificată oficial ca vulnerabilă, cu populația rămasă estimată la între 2.500 și 9.999 de indivizi maturi. Numărul de animale s-a redus cu cel puțin 20% în ultimii 10 ani din cauza distrugerii habitatului, vânătorii pentru hrana oamenilor și comerțul cu păsări vii. Este amenințată de distrugerea habitatului prin exploatare forestieră, transformarea în terenuri agricole, dezvoltarea urbană și minerit.
Cei mai mulți observatori de păsări vizitează Parcul Național St Paul din Palawan pentru a vedea această pasăre, dar aceasta este acum o apariție rară. Specia acționează ca un bio-indicator datorită sensibilității sale la schimbările de mediu.
Specia este prezentă în zonele de conservare - întreaga insulă Palawan a fost desemnată rezervație a biosferei, dar protecția și aplicarea efectivă împotriva exploatării forestiere și a vânătorii au fost dificile. Există populații în alte câteva arii protejate, precum Parcul Național Puerto Princesa, Rezervația Marină El Nido și altele. Aceasta este enumerată în CITES anexa II.
Acțiunile de conservare propuse includ sondaje în pădurile de câmpie rămase în întregul areal, control sporit asupra comerțului cu păsări și evaluarea impactului asupra populațiilor sălbatice. În plus, se are în vedere analizarea nevoilor ecologice, crearea de scheme de protecție a cuiburilor, susținerea extinderii Parcul Național Puerto Princesa și protejarea în mod oficial a pădurilor din jurul Închisorii Iwahig. Sunt desfășurate campanii de conștientizare cu privire la statutul protejat al speciei.